# Aveiras de Baixo
Aveiras de Baixo ist eine Gemeinde (Freguesia) im portugiesischen Kreis Azambuja. In ihr leben 1431 Einwohner (Stand 19. April 2021).